# Разпространение на исляма
Разпространението на исляма започва след смъртта на Мохамед, когато арабите разпространяват исляма чрез завоевания в Северна Африка, Сомалия, Западна Африка и Близкия Изток и тези региони са включени в поредица от халифати, макар че може да се разглеждат и общо като Арабски халифат, за да се направи разлика с халифата по време на Османската империя. Приемането на исляма се подсилва от мисионерски дейности, особено от страна на имамите, които се смесват с местното население, за да пропагандират религиозното си учение.  Тези първи халифати, съчетани с развитието на ислямска икономика и търговия и с по-късното разширяване на Османската империя, водят до разпространение на исляма от Мека към Атлантическия и Тихия океан и създаването на мюсюлманския свят. Търговията играе важна роля в разпространението на исляма в няколко части на света, особено при индийските търговци в Югоизточна Азия. 
Скоро се установяват мюсюлмански династии и управлявани от тях империи, като тези на Абасиди, Фатимиди, Алморавиди, Селджукиди, Аджуран, Адал и Варсангали в Сомалия, Делхи, Гуджарат, Малва, Декан, Бахмани и Бенгалските султанати, Моголска империя, Майсор, Низами и Наваби в Бенгал в Индийския субконтинент, Сефевиди в Персия и на османците са сред най-големите и най-мощните в света. Хората от ислямския свят създават множество центрове на културата и науката, свързани с широкообхватни търговски връзки, осъществявани от пътешественици, учени, ловци, математици, лекари и философи, които допринасят за настъпването на златния век на исляма. Ислямската експанзия в Южна и Източна Азия насърчава изграждането на космополитни и еклектични мюсюлмански култури на Индийския субконтинент, в Малайзия, Индонезия и Китай. 
Към 2015 г. в света има 1,6 милиарда мюсюлмани,  което представлява един от всеки четирима души . Това прави исляма втората по големина религия в света.  От децата, родени от 2010 г. до 2015 г., 31% са били мюсюлмани., 

## Праведен халифат и Омаяди (610 – 750 г.)
В рамките на едно столетие от установяването на исляма на Арабския полуостров се осъществява бърза експанзия чрез военни завоевания на обширни територии, с които се формира една от най-големите империи в историята. За поданиците на тази импария, преди това под управлението на други нашественици като византийци и Сасаниди нещата не се променят значително. Целите на завоеванията са предимно прагматични – достъп до плодородни земи и водоизточници, с които Арабският полуостров не е богат. Следователно реална ислямизация на населението настъпва едва в следващите векове..
В Сомалия ислямът навлиза през 7 век, когато араби мюсюлмани бягат от преследванията на племето курейши, което първоначално не възприема исляма. След победата на мюсюлманите в родината им, някои от преселниците се завръщат в Арааия, но мнозина остават и основават мюсюлмански поселения по сомалийското крайбрежие. Местните жители възприемат исляма сравнително рано, дори преди той да се утвърди окончателно там, откъдето произхожда.
Що се отнася до местното население в завладените територии, което е езическо и изповядва политеистични или монотеистични религии, приемането на исляма постепенно става естествено поради необходимостта от политическа и икономическа интеграция в една стабилна държавна структура. Първоначално възприемането на новата религия не е задължително: „(арабските завоеватели) не налагат преминаването към исляма, стига хората да им се подчиняват. Дори в началото изпитват враждебност към новоприелите исляма, защото новите мюсюлмани могат да претендират за икономическите и социалните предимства, с които се ползват арабите.
През следващите столетия, с развитите на религиозната доктрина на исляма и с възприемането на вярващите като една общност (умма) степента на конверсия се увеличава и приемането на исляма става масова практика. В много от случаите това се съпровожда с отслабване и разрушаване на заварените чужди (например на християни и евреи) социални и религиозни структури.
Халифите от арабските династии основават и първите училища в империята, където се преподава арабски език и се преподава ислям. Те започват и мащабни проекти по изграждането на джамии, като в много случаи остават и до днес примери на великолепна ислямска архитектура като Омаядската джамия в Дамаск. Към края на управлението на Омаядите, по-малко от 10% от народите, населяващи днешните държави Иран, Ирак, Сирия, Египет, Тунис и Испания са мюсюлмани. По-висок процнт мюсюлмани има единствено на Арабския полуостров.:с. 41 – 48.

## Абасиди (750 – 1258)
По времето на Абасидите експанзията спира и границите на Арабския халифат дори се свиват: в Испания е създаден независим Кордовски емират, прераснал от 929 г. в Кордовски халифат; 30 години по-късно в Мароко се отделя Идрис, правнук на халифа Али и еднакво враждебен както към Абасидите, така и към Омаядите; останалата част от северния бряг на Африка на практика е изгубена за абасидския халифат, когато в Кайруан е основана династията на Аглабидите. Абасидите изоставят външната завоевателна политика и въпреки че понякога възникват военни стълкновения на източните и северните граници, (като двата неуспешни похода на Мамун срещу Константинопол), халифатът като цяло живее мирно. Това създава благоприятни условия за по-широко възприемане на исляма и разцвет на ислямската теология, шариата и ислямската философия и наука, станали известни като ислямски златен век. Освен вътре в империята, ислямът се разпространява и извън границите ѝ: сред тюркските народи в Централна Азия и сред народите южно от Сахара, където пътуват мюсюлмански търговци и има основани суфийски ордени. В Африка има три основни пътя на разпространение: през търговски градове като Тимбукту, нагоре по долината на Нил през Судан към Уганда и през Червено море към Момбаса и Занзибар.
Към края на X век вече голяма част от населението на халифата е възприела исляма. Причините за това са разнообразни: ислямът е вече ясно определен и с ясно разграничение с останалите религии; мюсюлманите имат изградена сложна система от ритуали, доктрина и закони, твърде различни от тези на другите религии. Статутът на християни, евреи и зороастрийци е по-нисък и те се наричат „народи на Книгата“. Най-общо те не са заставяни да променят религията си, но понасят ограничения: плащат специален данък, забранено им е да носят определени цветове или да се женят за мюсюлманки  Ако приемат исляма, те го првят доброволно по светски или духовни причини, но повчето от тях запазват дълбока привързаност към своята родна общност и култура В резултат се получават многообразни варианти на практикуване на исляма.
Конверсията към исляма е улеснена от разстройството във функционирането на исторически организираните общества, в които църквата е слаба – например с миграцията на голям брой мюсюлмани турци към Мала Азия ислямизацията е по-успешна, отколкото на Балканите, където църквата е много по-жизнена
Заедно с новата религия се налагат арабският език, арабските числа и арабските обичаи. Това спомага за формирането на чувство за принадлежност към единна арабско-ислямска общност към края на X век. Въпреки това през този и през следващите период се запазва разграничението между персийци и араби, сунити и шиити, като спорадичните безредици се потушават от местните управници. Продължават да съществуват и значителни християнски общности – например в Египет мюсюлманите стават болшинство в средата на X век, а в Плодородния полумесец – към 1100 г. Сирия има християнско мнозинство до нашествията на монголите през XIII век.

## Поява на селджуците и османците (950 – 1450)
Разпространението на исляма продължава със завоеванията на тюркските народи, настъпващи към Мала Азия, Балканите и Индийския субконтинент. Селджуците идват от Централна Азия в края на Х век, сеейки ужас и разруха във византийските провинции в Анадола и в халифата на Абасидите. По произход са клон на тюркското племе огуз, населяващо северните брегове на Аралско море. През X век приемат исляма и мигрират на юг, водени от своя вожд Селджук ибн Дукак, който дава името на династията и народа. Основават Велики Селджук и Иконийския султанат. Апогеят на Велики Селджук настъпва по време на управлението на Малик Шах I (1072 – 1092) с помощта на неговия везир Низам ал-Мюлк, иранец по произход и истински политически и военен гений. Още от самото основаване на Велики Селджук тюрките силно се иранизират, приемат фарси за официален език, а повечето висши управници са персийци.
В началото на периода във владенията на халифата се наблюдава нарастване на скоростта на ислямизация в същинските ислямски територии, докато в навозавладените земи се задържа значителен брой немюсюлманско население. Напротив, там, където ислямът губи позиции, като например в Сицилия или Андалус, мюсюлманското население е прогонено или заставено бързо да приеме християнството.
Краят на периода е белязан от монголските нашествия. Особено значение има обсадата на Багдад през 1258 г., завършила с неговото опустошение и с края на династията на Абасидите. Монголските войски се обединяват с тези на християнските васали от региона, като армията на Киликийска Армения и франките на Боемунд VI Антиохийски и превземат мюсюлманска Сирия, територия на Аюбидската династия, в това число Халеб и Дамаск на 1 март 1260 г. Инвазията успява да унищожи Аюбидската династия, която до този момент е упражнявала силно влияние над големи части от Леванта, Египет и Арабия. Последният Аюбидски владетел Ан-Насир Юсуф е убит през 1260 г. С унищожаването на ислямския център Багдад и превземането на Дамаск в тази част на Азия се установява монголско царство (илханат), а центърът на ислямския свят се премества при египетските мамелюци в Кайро. През цялото съществуване на илханата (1256 – 1335) монголците остават противници на мамелюците, но никога не успяват да организират мащабна военна кампания срещу тях, защото са въвлечени в конфликти с други монголски държави.
През XI и XII век тюркски династии като тези в Иконийския султанат и Ортокидите отнемат все повече територии от Византия в Мала Азия. Византийските императори разчитат за сигурността си на дипломатически споразумения с османците и на помощ от Западна Европа, като в резултат на техните призиви започват кръстоносни походи. Ислямът продължава разпространението си по мюсюлманските търговски пътища и чрез дейността на суфийските ордени към Субсахарска Африка, Централна Азия и Малайския архипелаг. Към началото на XIII век Делхийският султанат завладява голяма част от северния Индийски субконтинент. В XIII и XIV век ислямският свят, разпрострял се между Персия и Египет, е подложен на разрушителни монголски нашествия, които заедно с разпространението на смъртоносната черна смърт значително отслабват традиционните ислямски твърдини. Ислямска Иберия постепенно отстъпва пред християнските войски на Реконкистата. Въпреки това в началото на Новото време (между 16 и 18 век) се утвърждават три големи ислямски империи: Османската, Иран на Сафавидите и Индия на Моголите (наричани „барутни империи“).

## Османска империя: 1299 – 1924
В края на XIV век Мала Азия е силно фрагментирана между отделни бейлици, от които най-значим е Османският. Неговите владетели установяват контрол над значителни територии не само в Мала Азия, но и настъпват към Балканския полуостров. Към средата на XV век владенията на някога обширната Византийска империя са ограничени до столицата Константинопол и няколко полунезависими владения в басейна на Егейско море. Съпротивата на Византия е сломена окончателно с падането на Константинопол през 1453 г., поставило официално начало на Османската империя.
Османците продължават да откъсват нови територии: Кипър и други гръцки острови, дотогава владение на Венецианската република, преминават в турски ръце. Единствено Крит остава във венециански ръце до XVII век. Османците присъединяват големи територии с мюсюлманско население в Близкия изток, след като разгромяват иранския шах Исмаил I при Чалдиран през 1514 г. През 1516 г. султан Селим I завоюва Северен Иран, Сирия, Палестина, а през 1517 г. – Египет с ислямската столица Кайро, както и свещените градове Мека и Медина. Селим I отвежда последния абасидски халиф в Константинопол и заграбва основните атрибути на халифската власт – плаща на Пророка, знамето и други свещени реликви. Това дава основание на османските султани да се обявят за халифи (1517 – 1924), но не целият ислямски свят им признава тази титла.
При Сюлейман I настъплението в Европа продължава с превземането на Белград (1521) и битката при Мохач (1526), която слага край на средновековното кралство Унгария. Турците неуспешно обсаждат Виена през 1529 г. и след това правят нов опит през 1532 г., но градът устоява. През 1547 година император Фердинанд I е принуден да признае османската власт в Унгария, но по-късно тя отново преминава към Хабсбургите и Свещената Римска империя. По същото време Трансилвания, Влашко и Молдова стават васали на Османската империя. На изток турците завладяват Багдад през 1535 година, с което установяват контрол над Месопотамия и си осигуряват излаз на Персийския залив.